# Пиклбол
Пиклбо́л (англ. pickleball) — вид спорта, сочетающий в себе элементы бадминтона, тенниса и настольного тенниса. Два или четыре игрока играют ракетками из дерева или композитных материалов через сетку перфорированным полимерным шариком, похожим на мячик Wiffle. Пиклбол появился в середине 1960-х годов как игра для детей на заднем дворе. В пиклбол играют люди разного возраста в США, Канаде, Великобритании, Индии, Испании, Финляндии, Франции, Бельгии, Новой Зеландии, Австралии и Ирландии, особенно он популярен у пожилых людей. В некоторых странах пиклбол признан самым быстроразвивающимся видом спорта.

## История появления пиклбола
Игра появилась летом 1965 года на острове Бейнбридж, штат Вашингтон, в доме Джоэла Притчарда, который в 1972 году был избран в Палату представителей США и впоследствии стал заместителем губернатора штата Вашингтон. Он и двое его друзей, Билл Белл и Барни МакКаллум, в один из субботних дней вернулись после игры в гольф и обнаружили, что их семьи скучают. Они хотели организовать игру в бадминтон, но никто не мог найти волан. Тогда они сделали фанерные ракетки, сетку для бадминтона опустили к земле и начали играть с мячом Wiffle.

## Пиклбол в России

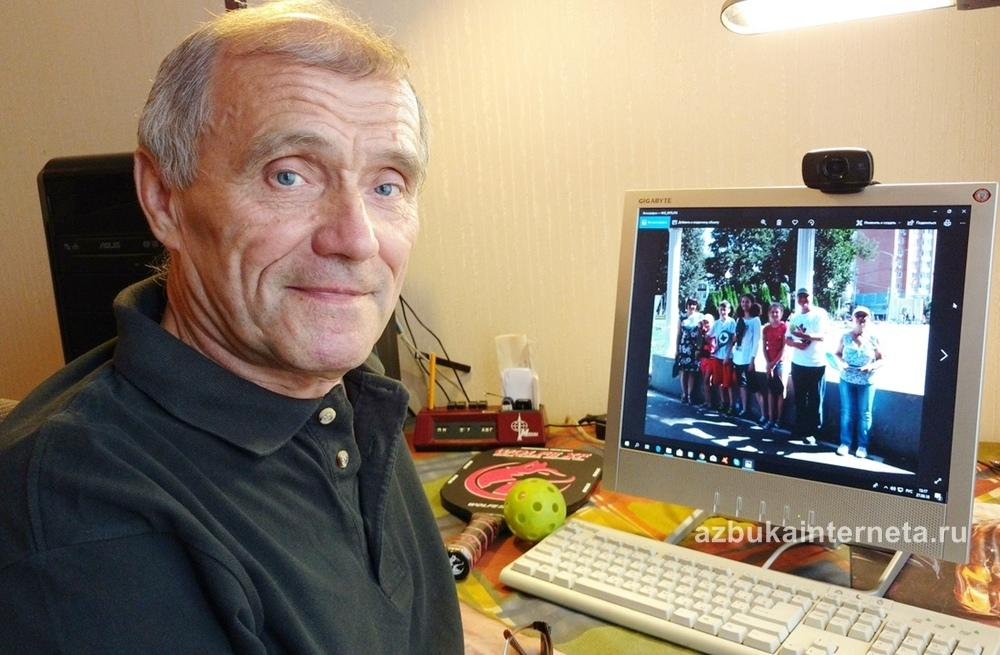
Основатель первого в России Клуба любителей пиклбола Николай Сенаторов

Первый клуб любителей пиклбола в России создал в июне 2017 года в микрорайоне Климовск городского округа Подольск энтузиаст пиклбола, лауреат премии «Наше Подмосковье» Николай Сенаторов (1954—2019). Он в качестве добровольца создавал площадки для пиклбола и проводил бесплатные тренировки со всеми желающими. С 2019 года клуб носит его имя.

## Корт для пиклбола
Корт для игры в пиклбол имеет размеры: длина − 13,41 м, ширина 6,10 м. Линии разметки входят в площадь корта. Размер неигровой зоны — 2,13м с каждой стороны от сетки. Сетка крепится на высоте 0,91м у боковых линий и 0,86м — по центру. За задними и боковыми линиями должно быть достаточно пространства для безопасного движения игроков. Для одиночной и парной игры используется один и тот же корт.

## Ракетка для пиклбола
Ракетки для пиклбола сплошные. Их делают из различных материалов — дерева, алюминия, графита, композитных материалов. Самые дешевые, но и самые тяжелые — деревянные (13-14 долларов). Ракетки из современных материалов стоят примерно в десять раз дороже.
Сумма длины и ширины ракетки не должна превышать 61 см. Стандартный размер — 40×20,3 см. Длина и ширина меняются через 3 мм. Меняются длина ручки и её обхват. Вес ракетки 170—340 грамм. Обхват ручки — 100—115 мм.
В правилах нет ограничений на толщину и вес ракетки. Через интернет можно выбрать себе ракетку и по размеру, и по весу, и по дизайну, и по карману.

## Мяч для пиклбола
Мяч для пиклбола — пластмассовый, полый, с отверстиями. Диаметр — 70-76 мм. Вес — 21-29 граммов. Для игры на воздухе и в зале используются разные мячи. У мяча для открытого воздуха диаметр отверстий меньше, но отверстий больше. Стоит такой мяч около 2 долларов. Можно играть мячом для флорбола. Мяч стоит −100-140 рублей. Мяч для флорбола жестче и крепче, так как рассчитан на удар клюшкой, а не ракеткой.

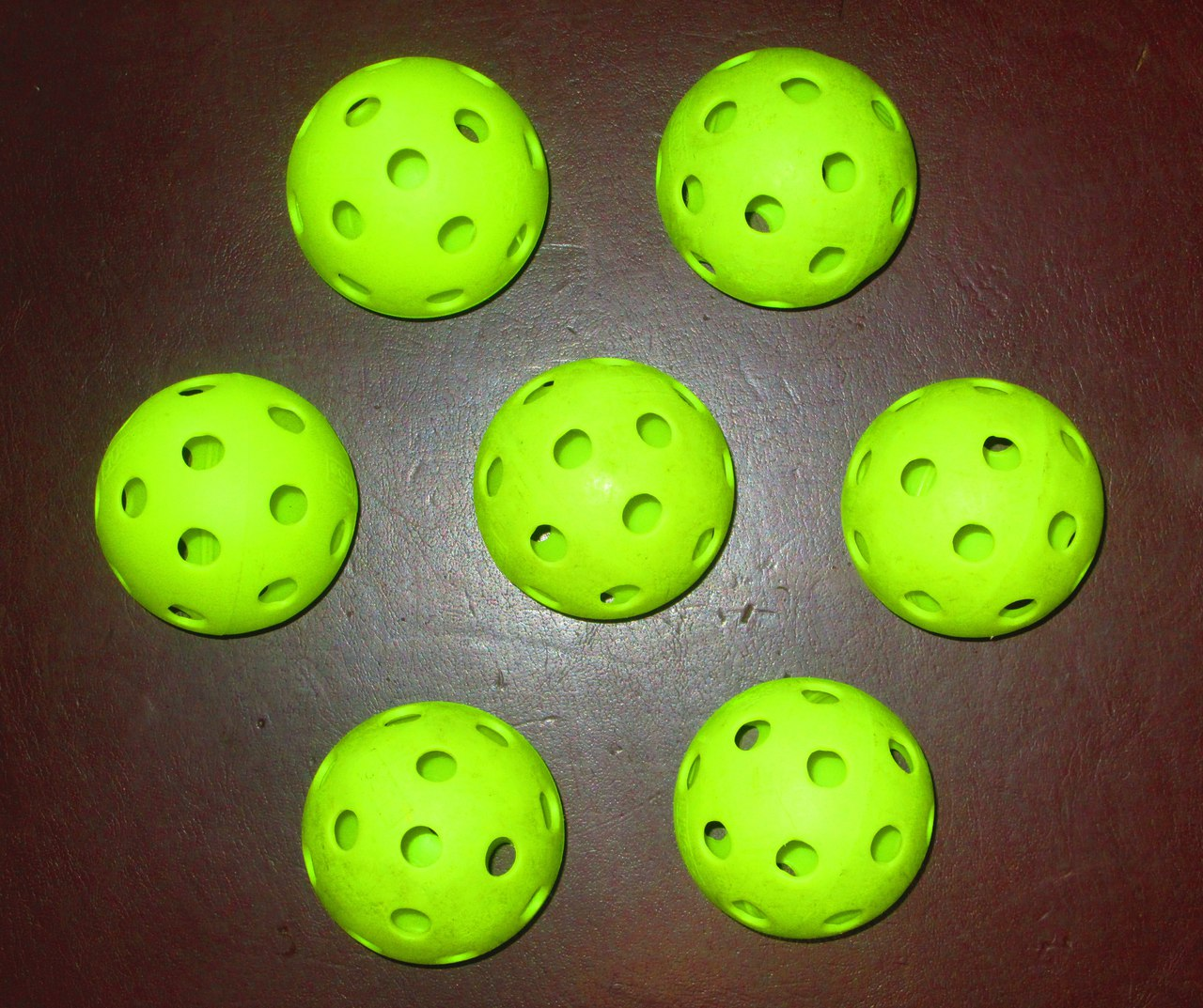
Мячи для игры в пиклбол

## Матч, гейм, очки
Игра начинается с жеребьевки. Её победитель выбирает сторону корта, а проигравший выбирает кому подавать. Или наоборот: победитель — кому подавать, а проигравший — сторону корта.
Очки начисляются только подающей команде (за выигрыш своей подачи, за ошибки противника). Играют обычно до 11 очков. При этом разница в счете должна быть не менее двух очков. То есть нельзя победить со счетом — 11:10. Матч состоит обычно из трех геймов, то есть играют до двух побед. Но матч может состоять и из одного гейма до счета 15 или 21 очка. Бывают и другие варианты.
После завершения каждого гейма команды меняются сторонами корта и правом подачи. В матче из трех геймов, команды меняются сторонами и в третьем гейме, после того, как одна из команд наберет 6 очков. Право подачи остается за подающим игроком. В гейме до 15 очков смена сторон происходит при наборе 8 очков одной из команд. При игре до 21 очка смена при наборе 11 очков одной из команд.

## Очередность подачи в пиклболе
Сигналом к началу игры служит объявление судьей счета игры. Сначала идут очки подающей команды, затем очки принимающей команды, затем номер подающего игрока. Например: 3-2-1. После этого у команд есть 10 секунд для начала игры.
Первым подает игрок подающей команды, находящийся в правом поле подачи. Если подающая команда выигрывает подачу, то первый игрок смещается в левое поле подачи и подает оттуда. Так он и меняет поле подачи, пока выигрывает. При этом игроки принимающей команды остаются на своих местах. Если подающая команда проигрывает подачу, то право подачи переходит ко второму игроку. Он подает из того поля подачи, где находился первый игрок до потери подачи. В случае выигрыша меняет поле подачи. Если подающая команда допускает и вторую потерю подачи, то право подачи переходит к сопернику, к игроку в правом поле подачи.

## Особенности пиклбола
Особые правила пиклбола — подача только снизу, неигровая зона у сетки, правило двух отскоков — призваны облегчить и упростить игру.
1. Подача выполняется из-за задней линии. Удар наносится по мячу снизу. Ракетка должна пройти ниже пояса. После удара мяч должен пересечь корт по диагонали на противоположную сторону, миновав неигровую зону.
2. С каждой стороны сетки находится неигровая зона двухметровой ширины. Находясь в ней, игрок не имеет права наносить удар по мячу «с лета».
3. В начале игры каждая сторона наносит первый удар по мячу только после его отскока от корта / кроме самой подачи/. После двух отскоков, по одному на каждой стороне, удары можно наносить как по летящему, так и по отскочившему от площадки мячу.

## Проблемы
Переразметка теннисных кортов под пиклболТеннисисты и пиклболисты конфликтуют с самого начала — корты часто переразмечают под более демократичный спорт, или делают двойную разметку (на одном теннисном корте умещаются два-три пиклбольных).
ШумСпорт с жёстким мячом и ракетками производит много шума, простейшие измерения дают, что примерно на 10 дБ (вдесятеро) больше, чем теннис. На пиклбол жалуются окрестные жители.